# 博尼法喬海峽

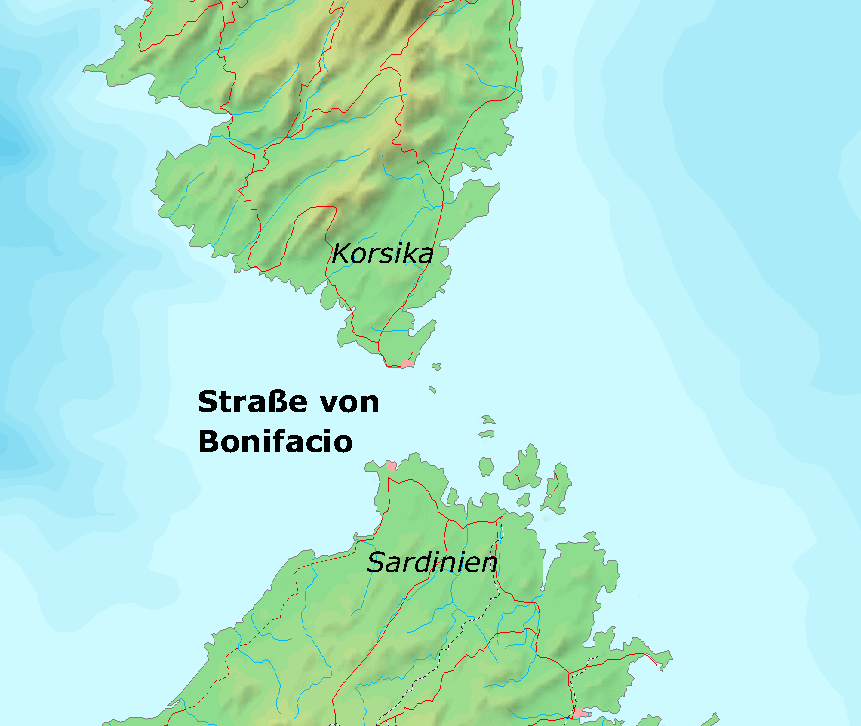
博尼法喬海峽地圖

博尼法喬海峽（法語：Bouches de Bonifacio）是地中海中的一個海峽。位於法國的科西嘉島和義大利的撒丁島兩島之間。寬度大約11公里。博尼法喬海峽也是第勒尼安海和西地中海的分界線。